# Суворотское
Суворотское — село в Суздальском районе Владимирской области России, входит в состав Боголюбовского сельского поселения.

## География
Село расположено близ автодороги М7 «Волга» Владимир — Иваново в 5 км на северо-запад от центра поселения посёлка Боголюбово, в 4 км на север от Владимира. 

## История
В старинных актах «село Сувороцкое» упоминается в первый раз в 1598 году в так называемой «разъезжей записи», писанной при первом патриархе Иове по челобитью старцев Боголюбова и Царе-константиновского монастырей. Село Суворцкое принадлежало тогда Боголюбову монастырю. В 1627-33 годах треть села Сувороцкого принадлежало некоему Ивану Сурвоцкому. В половине XVII столетия в селе было два владельца: две трети оставались за Боголюбовым монастырем, а одна треть передана окольничему Петру Тихоновичу Трахопиатову, а после его брату Ивану Тихоновичу. Крестьян в селе с детьми и родственниками было 66 человек, да бобылей 26 человек… В 1687 году треть села принадлежала стольнику Петру Алексеевичу Головину. В 1706 году село Сувороцкое находилось во владении подпоручицы лейб-гвардии конного полка Челищевой, потом перешло во владение помещиков Русиновых, которые в 1842 году продали его подполковнику Петрову. Когда в первый раз в селе Суворотском основана церковь, с точностью неизвестно. В патриарших окладных книгах 1628 года значится «церковь св. муч. Флора и Лавра, что в вотчине Боголюбова монастыря в селе Суворовском…» В писцовых книгах Владимирского уезда Юрьевской приписи польского письма и меры князя Григория Шехонского 1648-50 годов записана «в селе Сувороцком на общей земле церковь Флора и Лавра, деревянная». Монастырский храм, по данным церковной летописи, существовал до 1698 года. В этом году построен был новый деревянный храм, который существовал до 1780 года. В этом году село Суворотское получило в дар теплую церковь во имя Николая чудотворного из села Баглачева, из которой с прибавлением леса от бывшей в селе Суворотском церкви и был выстроен новый холодный храм во имя святых Флора и Лавра. Новый храм имел кровлю скатом на обе стороны, с крытыми переходами от северной до южной двери; такой же переход был устроен до колокольни, стоявшей отдельно от церкви. Эти переходы и колокольня были разобраны в 1838 году за ветхостью. В 1861 году разобран был верх церкви, на нем устроен восьмиугольный трибун, и церковь покрыта железом. В 1890 годах в селе Суворотском был построен новый каменный храм. Престолов в церкви один – в честь святых мучеников Флора и Лавра; над престолом и жертвенником имеются деревянные резные сени. В 1893 году приход состоял из одного села, в коем 692 души обоего пола. С 1882 года в селе Суворотском открыто народное училище на капитал 12 000 руб., завещанный помещицей Петровой, и называлось в память ее мужа Николо-Мариинским. В 1872 году приход был приписан к Суходолу, в 1882 году открыт вновь.
В конце XIX — начале XX века село входило в состав Борисовской волости Владимирского уезда.
С 1929 года село входило в состав Новосельского сельсовета Владимирского района, с 1965 года — в составе Садового сельсовета Суздальского района.

## Население

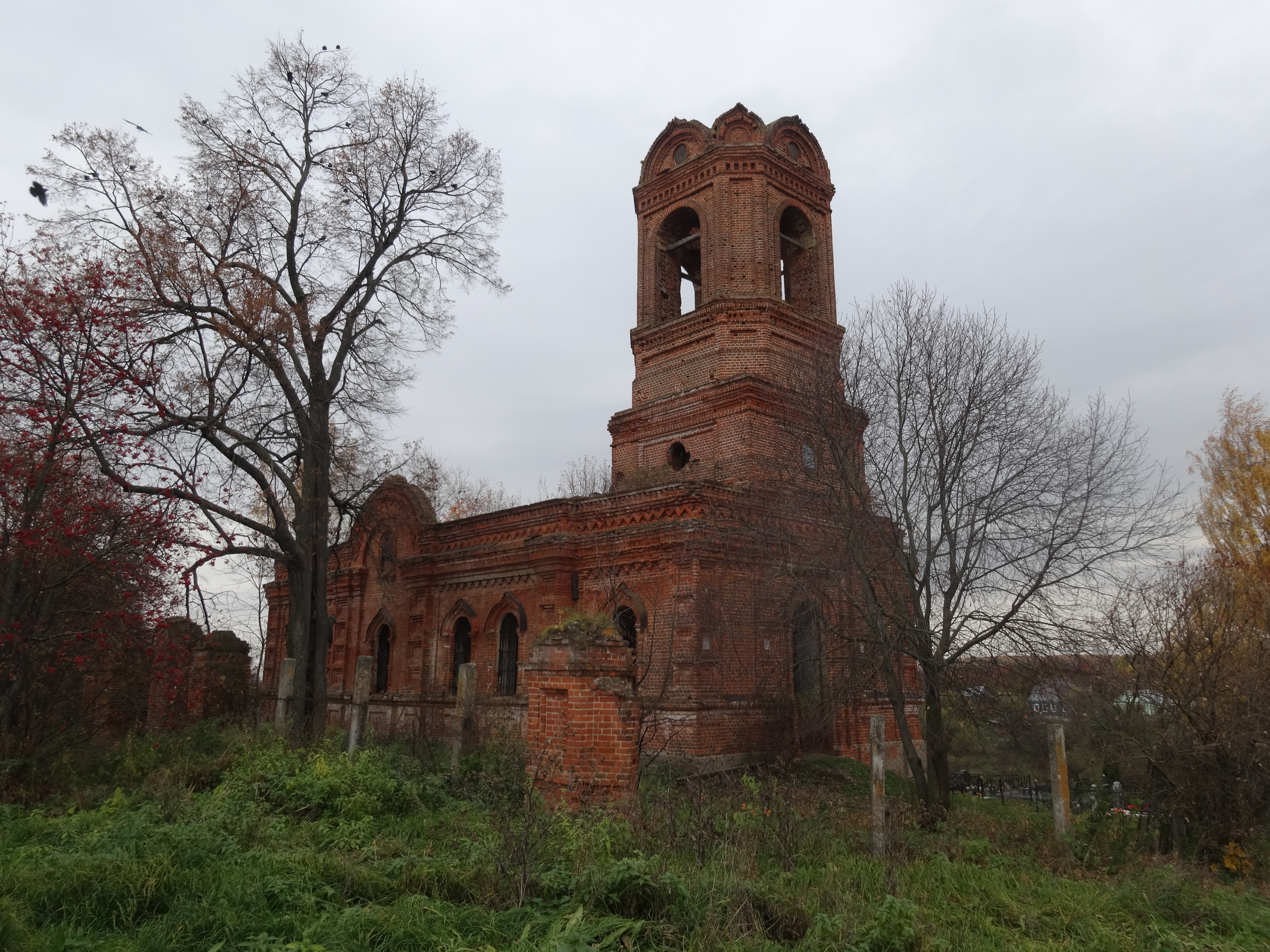

| 1859 | 1897 | 1905 |
| ---- | ---- | ---- |
| 428  | 362  | 701  |

| 1859 | 1897 | 1905 | 1926 | 2002 | 2010 | 2021 |
| ---- | ---- | ---- | ---- | ---- | ---- | ---- |
| 428  | ↘362 | ↗701 | ↘362 | ↘162 | ↗178 | ↗202 |

## Достопримечательности
В селе находится недействующая церковь Флора и Лавра (1890).